# Violet Myers
Violet Myers (Los Ángeles, California; 24 de febrero de 1997) es una actriz pornográfica, modelo erótica y camgirl estadounidense.

## Biografía
Nació en Los Ángeles en febrero de 1997, en el seno de una familia de origen mexicano, turco y paquistaní. Estudió dos años en la universidad, especializándose en psicología clínica en parte por una larga «fascinación» por los asesinos en serie. "Me encantaban los crímenes reales y quería adentrarme en el cerebro de esas personas, y dedicarme a la psicología clínica era más como diagnosticar y ayudar a las personas", comentó.
Fue en esta etapa cuando comenzó a realizar sus primeros trabajos como modelo de cámara web, realizando shows de parejas en Chaturbate con un chico que conoció en la universidad en noviembre de 2017, cuando tenía 21 años. Para la primavera de 2018, había comenzado a aparecer sola frente a la cámara los lunes, miércoles y viernes durante dos o tres horas seguidas. Acabaría debutando como actriz pornográfica en verano de ese año, tras ser descubierta por el agente Brian Berke, fundador de la agencia 101 Modeling. Se trasladó al sur de Florida para grabar sus primeras escenas, regresando a California en 2019.
Como actriz, ha trabajado con productoras como Naughty America, Vixen, Tushy, Blacked, Slayed, Deeper, Reality Kings, ManyVids, Girlfriends Films, Devil's Film, Jules Jordan Video, Brazzers, Elegant Angel, Girlsway, Evil Angel, Twistys o Mofos, entre otras.
En enero de 2019 filmó su debut interracial para la web DickDrainers.com, con la escena Busty College Student Earns Cash & Black Dick, junto al director e intérprete Branden Richards. En noviembre de 2021 rodó su primera escena de sexo anal para el estudio Tushy, en Dressing Up, grabada junto al actor Mick Blue.
Fuera de su faceta como actriz, como modelo de cámara web ha alcanzado con su perfil de Onlyfans más de un millón de «me gusta», así como unos 80 000 seguidores en la plataforma de Twitch. También ha conectado con su público a través de su canal de YouTube, con más de 350 000 suscriptores, donde ha subido vídeos con entrevistas, vlogs sobre su día a día y vida personal, sobre videojuegos, hablando de anime o manga... Su primer vídeo data de julio de 2019, con un vlog sobre su viaje a la Anime Expo.
En 2020 recibió su primera nominación en los Premios XBIZ en la categoría de Mejor actriz revelación. Tres años más tarde, por su trabajo en la escena "High Gear", dentro de la producción Blacked Raw V56, ganó respectivamente los Premios AVN a la Mejor escena de sexo en grupo y el XBIZ a Mejor escena de sexo en película vignette. Así mismo, en 2023 recibió también las nominaciones en los AVN a la Mejor escena de sexo lésbico por Boss, junto a Vicki Chase, y el de Estrella mediática del año en los XBIZ.
Como actriz ha rodado más de 290 películas.
Alguno de sus trabajos son Anal Icons 2, Boondock Sluts 4, Drift, Hijab Hookups 2, Impulse V2, Physical, Pick-Up Artist, Swallowed 38, Touch 2 o Turning Twistys 5.

## Premios y nominaciones
| Año  | Ceremonia         | Resultado | Premio                                    | Trabajo                                                 |
| ---- | ----------------- | --------- | ----------------------------------------- | ------------------------------------------------------- |
| 2020 | Premios XBIZ      | Nominada  | Mejor actriz revelación                   | —                                                       |
| 2020 | Spank Bank Awards | Nominada  | Gloryhole Guru of the Year                | —                                                       |
| 2020 | Spank Bank Awards | Nominada  | Most Voluptuous Vixen                     | —                                                       |
| 2021 | Premios Fleshbot  | Nominada  | Mejor escena oral                         | Angela and Violet Gag On a Big One                      |
| 2023 | Premios AVN       | Ganadora  | Mejor escena de sexo en grupo             | Blacked Raw V56                                         |
| 2023 | Premios AVN       | Nominada  | Mejor escena de sexo lésbico              | Boss                                                    |
| 2023 | Premios XBIZ      | Nominada  | Estrella mediática del año                | —                                                       |
| 2023 | Premios XBIZ      | Ganadora  | Mejor escena de sexo en película vignette | Blacked Raw V56                                         |
| 2024 | Premios AVN       | Nominada  | Aparición mainstream del año              | —                                                       |
| 2024 | Premios AVN       | Ganadora  | Mejor escena de sexo chico/chica          | She Ruined Me                                           |
| 2024 | Premios XBIZ      | Nominada  | Artista femenina del año                  | —                                                       |
| 2024 | Premios XBIZ      | Ganadora  | Estrella mediática del año                | —                                                       |
| 2024 | Premios XBIZ      | Nominada  | Mejor escena de sexo en primera actuación | Dressing Up                                             |
| 2024 | Premios XBIZ      | Nominada  | Mejor escena de sexo en primera actuación | Good Vibes                                              |
| 2025 | Premios AVN       | Nominada  | Mejor escena de gangbang                  | Level Up 2                                              |
| 2025 | Premios AVN       | Nominada  | Mejor escena POV de sexo                  | Big Booty Baddie Violet Myers Cum Countdown             |
| 2025 | Premios XMA       | Nominada  | Mejor escena de sexo en película gonzo    | Violet Myers Gets Oiled Up and Fucked by a Massive Cock |
| 2025 | Premios XMA       | Nominada  | Mejor escena de sexo en primera actuación | Lowrider                                                |
| 2025 | Premios XMA       | Ganadora  | Estrella mediática del año                | —                                                       |